# Le Havre AC
Le Havre Athletic Club (kurz Le Havre AC oder HAC) aus der Hafenstadt Le Havre im Département Seine-Maritime ist der älteste französische Fußballverein.
Die Vereinsfarben sind seit 1891 Hell- und Dunkelblau, welche als Hommage an die Universitäten von Oxford und Cambridge im Fußball-und-Rugby-Mutterland England gedacht waren, aus dem noch bis 1897 die meisten aktiven Spieler des HAC stammten. Die Ligamannschaft spielte bis zum Sommer 2012 im Stade Jules Deschaseaux, das eine Kapazität von 16.340 Plätzen aufweist und 1970 das 1914 errichtete Stade de la Cavée Verte ablöste. Seit der Saison 2012/13 ist Le HAC im neugebauten Stade Océane mit 25.178 Plätzen beheimatet.

## Frankreichs ältester Fußballverein?
Ob der HAC – wie oft zu lesen – auch tatsächlich der älteste Klub des Landes ist, ist strittig. Zwar wurde der Klub bereits 1872 gegründet, aber über dieses Ereignis gibt es keine zweifelsfreien Quellen und die Assoziationsfußball-Abteilung (FA) entstand erst 1892 (nach anderen Quellen 1894, wo das erste Spiel des HAC mit einem runden Ball belegt ist); somit könnte auch Standard AC Paris der Titel des ältesten französischen Fußballvereins zustehen. Dennoch ist Le Havre auf jeden Fall ein absolutes Urgestein im Fußball jenseits des Rheins, auch wenn er vor 1892 noch die Rugby-Version des Ballsports ausgeübt haben sollte.

Sehr viel mehr Informationen zu diesem Thema enthält der entsprechende Artikel in der französischen Wikipédia.

### Logohistorie

1970er
1980er
1990er
Aktuell

## Ligazugehörigkeit
Erstklassig (Division 1, seit 2002 in Ligue 1 umbenannt) spielte der Klub 1938–1943, 1944–1947, 1950–1954, 1959–1962, 1985–1988, 1991–2000, 2002/03, 2008/09 und in der Saison 2023/24.

## Erfolge
- Französischer Meister: bisher beste Platzierung war Tabellenrang 3 (1950/51); zudem war Le Havre AC in den Anfangsjahren dreimal (1899, 1900, 1919) nationaler Meister (Championnat de France) des ältesten Verbands USFSA
- Französischer Pokalsieger: 1958/59 (und Finalist 1919/20)
- Französischer Supercup (Challenge des Champions): 1959

## Aktueller Kader 2024/25
Stand: 5. Mai 2025
| Nr.        | Nat.                         | Name                        | Geburtstag | im Verein seit | Vertrag bis |     |
| Tor        | Tor                          | Tor                         | Tor        | Tor            | Tor         | Tor |
| ---------- | ---------------------------- | --------------------------- | ---------- | -------------- | ----------- | --- |
| 01         | Frankreich                   | Mathieu Gorgelin            | 05.08.1990 | 2019           | 2025        |     |
| 30         | Frankreich                   | Arthur Desmas               | 07.04.1994 | 2022           | 2025        |     |
| 50         | Frankreich                   | Paul Argney                 | 23.05.2006 | 2021           | 2027        |     |
| Abwehr     |                              |                             |            |                |             |     |
| 04         | Frankreich                   | Gautier Lloris              | 18.07.1995 | 2022           | 2026        |     |
| 06         | Frankreich                   | Étienne Youté Kinkoué       | 14.01.2002 | 2023           | 2026        |     |
| 07         | Ungarn                       | Loïc Négo                   | 15.01.1991 | 2023           | 2025        |     |
| 12         | Frankreich                   | Mathéo Bodmer               | 06.05.2004 | 2023           | 2026        |     |
| 17         | Marokko                      | Oualid El Hajjam            | 19.02.1991 | 2022           | 2026        |     |
| 18         | Frankreich                   | Yanis Zouaoui               | 28.04.1998 | 2024           | 2027        |     |
| 32         | Frankreich                   | Timothée Pembélé            | 09.09.2002 | 2024           | 2025        |     |
| 93         | Senegal                      | Arouna Sangante             | 12.04.2002 | 2021           | 2026        |     |
| 97         | Senegal                      | Fodé Ballo-Touré            | 03.01.1997 | 2025           | 2025        |     |
| Mittelfeld |                              |                             |            |                |             |     |
| 08         | Marokko                      | Yassine Kechta              | 25.02.2002 | 2022           | 2026        |     |
| 14         | Russland                     | Daler Kusjajew              | 15.01.1993 | 2023           | 2025        |     |
| 19         | Senegal                      | Rassoul Ndiaye              | 11.12.2001 | 2023           | 2026        |     |
| 23         | Frankreich                   | Junior Mwanga               | 11.05.2003 | 2025           | 2025        |     |
| 24         | Frankreich                   | Guy-Noël Zohouri            | 01.02.2007 | 2023           |             |     |
| 25         | Frankreich                   | Aloïs Confais               | 07.09.1996 | 2022           | 2025        |     |
| 34         | Frankreich                   | Mahamadou Diawara           | 17.02.2005 | 2025           | 2025        |     |
| 44         | Frankreich                   | Ismaïl Bouneb               | 07.06.2006 | 2024           | 2028        |     |
| 78         | Frankreich                   | Daren Mosengo               | 11.08.2006 | 2023           | 2027        |     |
| 94         | Guinea-a                     | Abdoulaye Touré             | 03.03.1994 | 2023           | 2025        |     |
| Sturm      |                              |                             |            |                |             |     |
| 09         | Kongo Demokratische Republik | Yann Kitala                 | 09.04.1998 | 2022           | 2025        |     |
| 10         | Guadeloupe                   | Josué Casimir               | 24.09.2001 | 2021           | 2025        |     |
| 20         | Frankreich                   | Andy Logbo                  | 06.05.2004 | 2021           | 2027        |     |
| 21         | Frankreich                   | Antoine Joujou              | 12.03.2003 | 2023           | 2026        |     |
| 28         | Ghana                        | André Ayew                  | 17.12.1989 | 2024           | 2025        |     |
| 45         | Senegal                      | Issa Soumaré                | 10.10.2000 | 2023           | 2026        |     |
| 46         | Marokko                      | Ilyes Housni                | 14.05.2005 | 2024           | 2025        |     |
| 70         | Schweiz                      | Ruben Londja                | 10.06.2006 | 2024           | 2028        |     |
| 99         | Agypten                      | Ahmed Hassan                | 05.03.1993 | 2025           | 2025        |     |
|            | Frankreich                   | Ben Mamadou Bamba Soumahoro | 16.09.2005 | 2023           |             |     |

## Für den Verein wichtige Spieler in der Vergangenheit

### Französische Nationalspieler
Die Zahl der Länderspiele für Le Havre AC und der Zeitraum dieser internationalen Einsätze sind in Klammern angegeben
- Robert Accard (4, 1922–1926, erzielte dabei ein Tor)
- René Bihel (1, 1947, erzielte dabei ein Tor) vorher fünf weitere Länderspiele für einen anderen Verein
- Julien Bure (1, 1925)
- Yvon Douis (4, 1959–1961) vorher und danach jeweils acht weitere Länderspiele, u. a. bei der WM 1958, für zwei andere Vereine
- Raymond Frémont (1, 1919)
- Georges Houyvet (1, 1932)
- Bernard Lenoble (2, 1924)
- Pierre Ranzoni (1, 1950) vorher ein weiteres Länderspiel für einen anderen Verein
- Albert Rénier (4, 1920–1924)
- Marceau Stricanne (1, 1951)
- Charles Wilkes (4, 1905–1908)

### Andere
| - Jean-Alain Boumsong - Pascal Chimbonda - Vikash Dhorasoo - Lassana Diarra - Michel Hidalgo - Guillaume Hoarau - Jonathan Jäger - Lucien Jasseron | - Raymond Kaelbel - Idriss Carlos Kameni - Jean-Michel Lesage - Anthony Le Tallec - Riyad Mahrez - Philippe Mahut - Benjamin Mendy - Steve Mandanda | - Paul Pogba - César Povolny - François Remetter - Abderrahmane Soukhane - Jean-Christophe Thouvenel - Joël Tiéhi |

## Frauenfußball
2014 entstand im Verein auch eine Frauenfußballabteilung. Deren erste Mannschaft begann, wie üblich, im unterklassigen regionalen Spielbetrieb. 2018 stieg sie aus der Division d’Honneur in die Division 2 Féminine auf, und bereits zwei Jahre später – zur Saison 2020/21 – gelang ihr als Zweitliga-Gruppensieger der Sprung in Frankreichs oberste Frauenliga. Nach dem sofortigen Wiederabstieg kehrte sie dorthin im Sommer 2022 zurück.